# (6006) Anaximandros
(6006) Anaximandros (1989 GB4) – planetoida z pasa głównego asteroid okrążająca Słońce w ciągu 4,78 lat w średniej odległości 2,84 j.a. Odkryta 3 kwietnia 1989 roku.